# Château de Nagaoka
 (avril 2019).

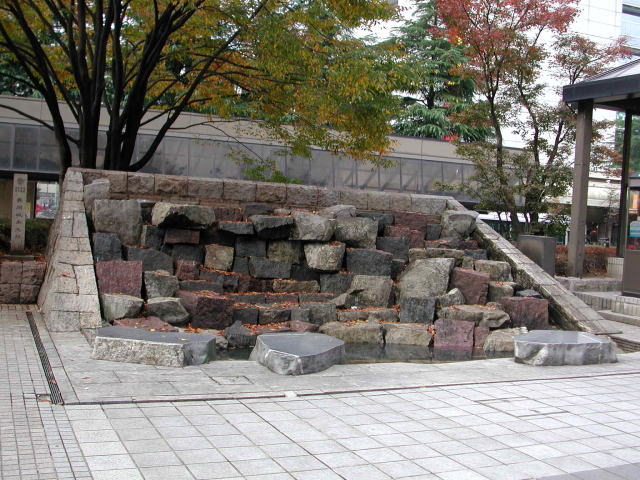
Ruines du Hon-maru du château de Nagaoka.

Le château de Nagaoka (長岡城, Nagaoka-jō)  était un château japonais situé à Nagaoka, dans la préfecture de Niigata, au Japon. À la fin de la période Edo, le château de Nagaoka abritait une branche du clan Makino, daimyō du domaine de Nagaoka.

## Histoire

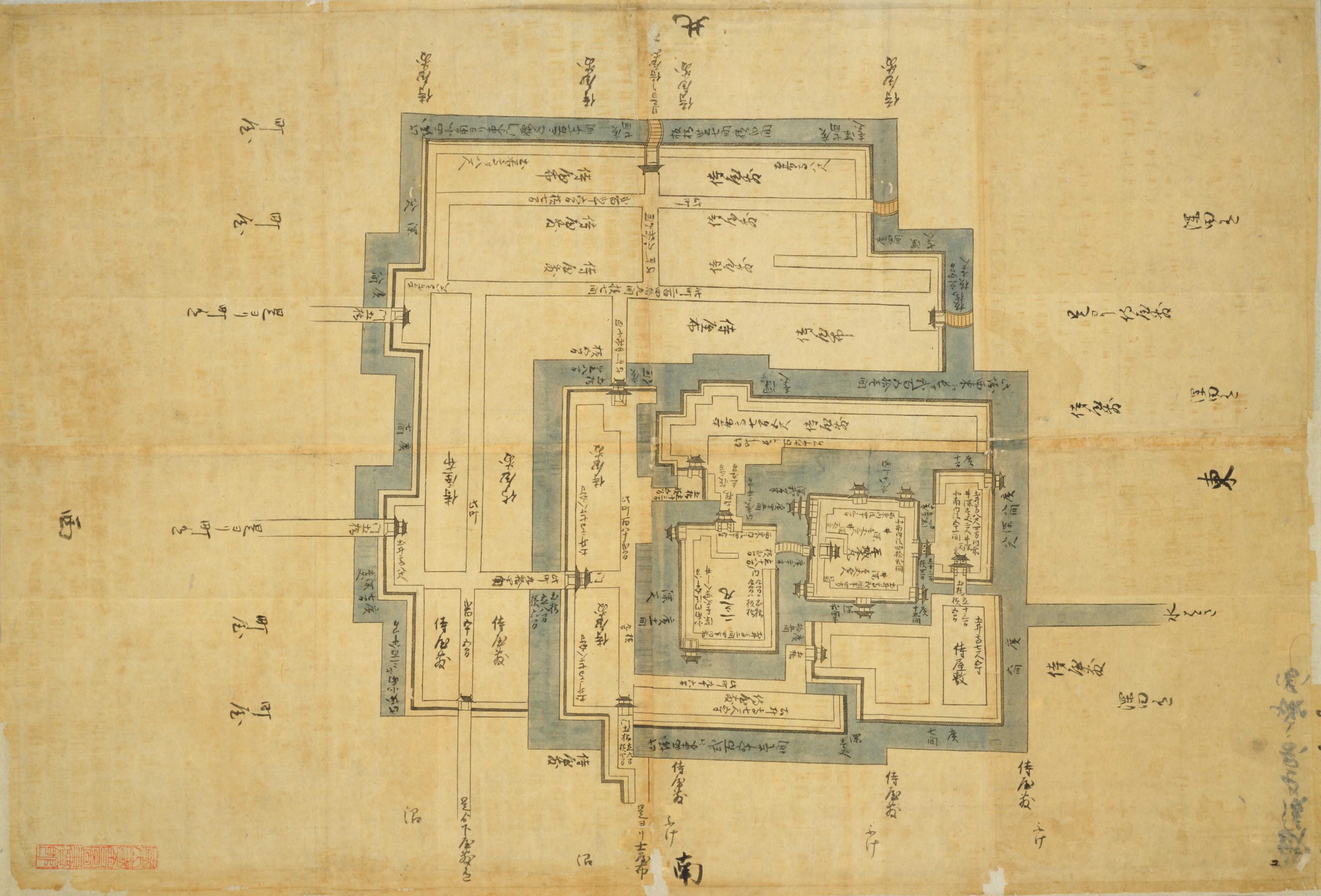
Plan du château de Nagaoka dessiné à l'époque Edo.

La région autour du château de Nagaoka était le territoire du clan Hori dirigé par Hori Naoyori (1577-1639), daimyō possédant 60 000 koku pour ses services rendus à Toyotomi Hideyoshi. Sous le shogunat Tokugawa, Hori Naoyori se voit attribuer 20 000 koku supplémentaires provenant de la possession du Matsudaira Tadateru, tombé en disgrâce en 1616.
À peu près à la même époque, il a transféré son siège de Zaōdo (蔵王堂) sur la rive est du fleuve Shinano vers un terrain plus élevé sur la rive ouest. Ceci marqua le début de la construction du château de Nagaoka. Toutefois il a été transféré au domaine de Murakami en 1618 et le château a été achevé par Makino Tadanari (1581-1655), dont les descendants l'ont occupé jusqu'à la restauration de Meiji.
Une grande partie du château a brûlé en mars 1728 et n'a été restauré qu'en 1754. Un autre incendie en 1844 détruisit deux portes et une partie du palais du daimyo. Le château a également souffert d'inondations à plusieurs reprises en raison de son emplacement, notamment en 1671, 1674, 1781 et 1789. Le séisme de Sanjō en 1829 a également détruit la plupart des structures du château.
Pendant la guerre de Boshin, des représentants du domaine ont rencontré des représentants de l'alliance Satchō dans un temple voisin, mais les négociations ont pris fin sans accord. Le château de Nagaoka a été attaqué et détruit par les forces militaires du nouveau gouvernement Meiji.
Après les troubles, les fossés ont été comblés et une partie du site du château a été vendue à des particuliers. En 1898, la gare de Nagaoka fut construite sur la moitié est de l'enceinte centrale Hon-maru. La mairie de Nagaoka et d’autres structures publiques occupent une grande partie du site restant. 

## Description

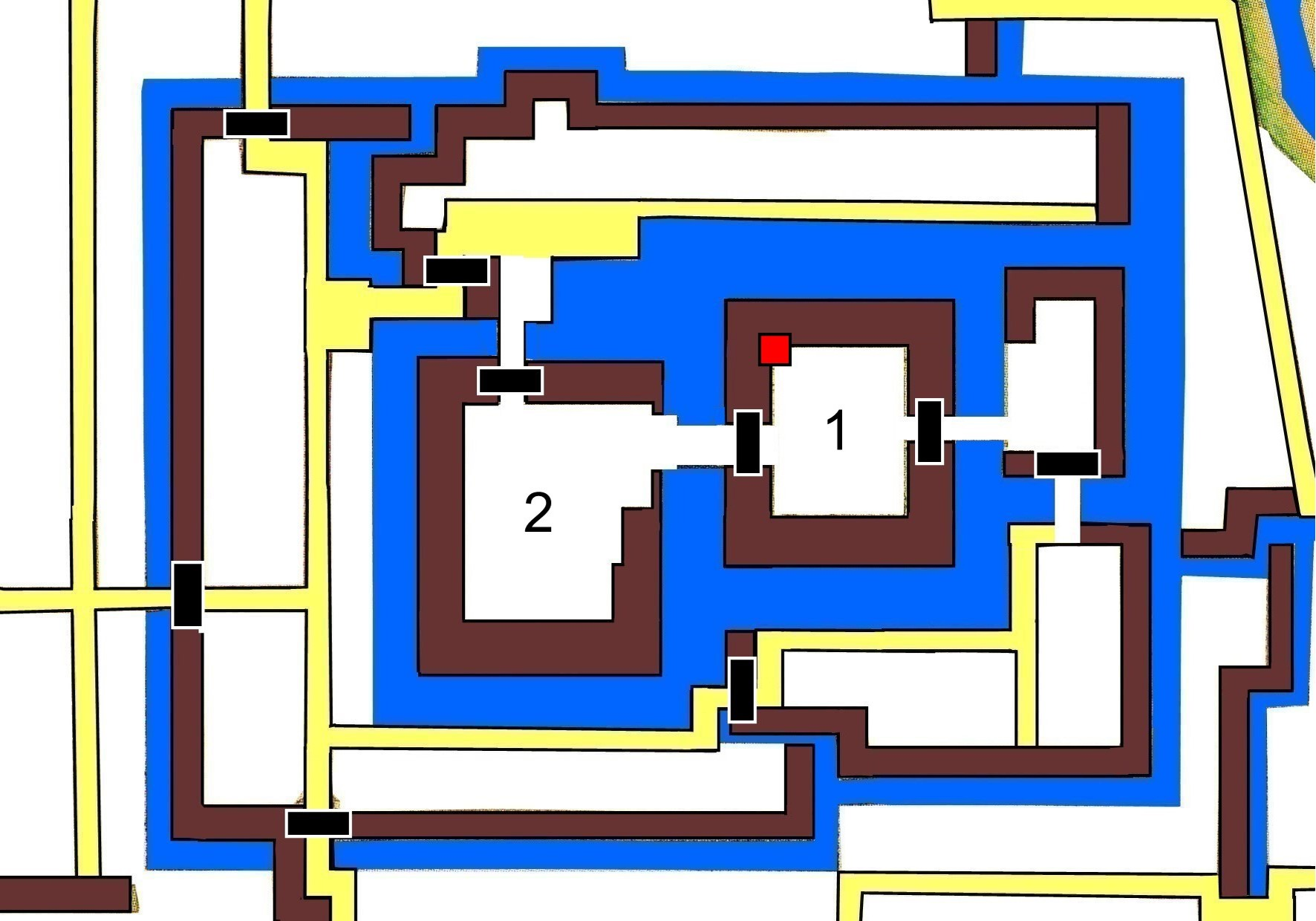
Plan du château de Nagaoka avec Hon-maru (1) et Ni-no-maru (2).

Le château de Nagaoka était un château de plaine avec deux enceintes centrales, le Hon-maru (本丸) et le Ni-no-maru (二の丸), toutes deux entourées par des douves. Celles-ci étaient à leur tour encerclées par les enceintes de San-no-maru (三の丸) et de Tsume-no-maru (詰の丸), ainsi que par les avant-cour Minami-kuruwa (南曲輪) et Nishi-kuruwa (西曲輪). Cet anneau extérieur de défenses était également entouré d'un fossé. Le château n'avait que des remparts en terre, avec des tours de guet (yagura) à divers endroits et l'enceinte centrale ne comportait pas de donjon (tenshu).